# Lysandre (Le Songe d'une nuit d'été)
Pour les articles homonymes, voir Lysandre_(homonymie).
Lysandre est un des personnages de la pièce de William Shakespeare Le Songe d'une nuit d'été.
Il est romantique et doux mais il possède un fort caractère. Il est victime d'une erreur de l'elfe Puck qui lui administre maladroitement le suc d'une fleur provoquant l'amour. Cette bévue entraîne un quiproquo amoureux entre les principaux protagonistes humains de la pièce.